# O Ses Türkiye
O Ses Türkiye är den turkisk versionen av TV-programmet The Voice. O Ses Türkiye var ett talangprogram som hade premiär på Show TV den 10 oktober 2011. Programledare var Acun Ilıcalı. 

## Vinnare
- Säsong 1: Oğuz Berkay Fidan
- Säsong 2: Mustafa Bozkurt
- Säsong 3: Hasan Doğru
- Säsong 4:

## Coacher
- Säsong 1: Murat Boz, Hadise, Hülya Avşar, Mustafa Sandal
- Säsong 2: Murat Boz, Hadise, Hülya Avşar, Mustafa Sandal
- Säsong 3: Murat Boz, Hadise, Gökhan Özoğuz, Ebru Gündeş
- Säsong 4: Hadise, Gökhan Özoğuz, Ebru Gündeş, Mazhar Alanson, Özkan Uğur